# أحمس (ملكة)
أحمس أو أعحمس أو إياح مس، هي ملكة مصرية قديمة غير حاكمة أو زوجة ملك، عاشت في عهد الأسرة الثامنة عشرة، وهي زوجة الملك تحتمس الأول وأم الملكة حتشبسوت.

## عائلتها

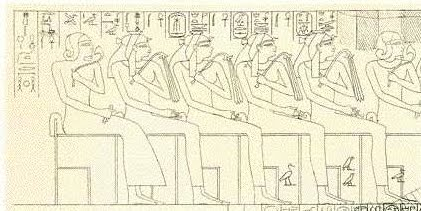
الأمير سيبير، سيدة ملكية غير معروفة، والملكة أحمس، والملكة توريس، والملكة حنوت محو كما تم تصويرهم في مقبرة خبق نت في طيبة.

ليس من المعروف من كانا أبوي الملكة أحمس. وقد اقتُرح كونها إما ابنة الملك أمنحتب الأول أو ابنة الملك أحمس الأول وأخته-زوجته الملكة أحمس نفرتاري. و في كل الأحوال لم تكن الملكة أحمس تلقب بابنة الملك، وهذه الحقيقة تثير بعض الشكوك حول هذه النظريات السابقة حول روابط الملكة أحمس بالعائلة الملكية. ومع ذلك، لقبت أحمس بلقب أخت الملك، مما يوحي بأنها كانت شقيقة الملك تحتمس الأول.

## ألقابها
لقبت الملكة أحمس بمجموعة مميزة من الألقاب:
- الأميرة الوراثية.
- عظيمة الثناء.
- سيدة الحلاوة عظيمة الحب.
- زوجة الملك العظمى وحبيبته.
- سيدة السعادة.
- سيدة جميع النساء.
- سيدة الأرضين.
- قرينة حور.
- قرينة حور وحبيبته.
- أخت الملك.[3]

## أبناؤها
|                |     |     |     |
| \| \| \| \| \| |     |     |     |
|                |     |     |     |
| bit            | nfr | nfr | nfr |

| bit | nfr | nfr | nfr |

|                |     |     |     |
| \| \| \| \| \| |     |     |     |
|                |     |     |     |
| bit            | nfr | nfr | nfr |

| bit | nfr | nfr | nfr |

| i | mn · n | ms | s |

| M14 | ms | s |

## آثارها ونقوشها
وكان مسؤول يدعى إيوف، والذي شغل مناصب الكاهن الثاني لمستحقات المذبح وحارس باب للمعبد وشعائري، يخدم عدداً من النساء الملكيات؛ فخدم أولاً الملكة أعح حتب، أم الملك أحمس الأول، وكان مسؤولاً عن إصلاح مقبرة الملكة سوبكمساف بعد أن تم تخريبها، وفي نهاية المطاف خدم الملكة أحمس.
وسجل إيوف أن الملكة أحمس عينته أميناً مساعدا وعهدت إليه خدمة تمثال جلالتها. ومن المناظر والنقوش المميزة للملكة أحمس منظر الولادة الإلهية في معبد الدير البحري، حيث نقشت الملكة حتشبسوت مشاهد عن كيفية ولادتها وتقرب الإله آمون من والدتها أحمس، وكيف كانت (حتشبسوت) هي نتاج هذا الجماع أو من ولادة إلهية. وتظهر النقوش كيف يذكر الإله تحوت أولا الملكة أحمس لمسامع آمون : «أحمس هو اسمها، الكريمة، سيدة الـ[...]، وهي زوجة الملك عا خبر كا رع (اسم العرش الخاص بالملك تحتمس الأول)، معطى الحياة إلى الأبد» (كتاب بريستيد : نقوش قديمة). ثم يذهب الإله آمون إلى القصر الملكي كاشفاً هويته للملكة. ويبدآن في الجماع، ويعلن آمون أنه اسم الطفلة الناتجة عن هذا اللقاء يجب أن يكون خنمت أمون حتشبسوت (رفيقة آمون حتشبسوت) ، و يعود آمون إلى الإله خنوم ويطلب منه خلق حتشبسوت. وتكمل المشاهد سرد القصة حتى تظهر مخاض الملكة وولادة ابنتها الإلهية.
وبعد سنوات عديدة قام الملك أمنحتب الثالث بنسخ هذه المشاهد بالضبط تقريباً لإظهار كيف زار أمون أمه الملكة موت إم ويا و نتج عن هذا اللقاء الأمير الملكي، الذي صار بعد ذلك ملكاً، أمنحتب الثالث نفسه.